# Neonitocris spiniscapus
Neonitocris spiniscapus är en skalbaggsart som beskrevs av Stefan von Breuning 1956. Neonitocris spiniscapus ingår i släktet Neonitocris och familjen långhorningar. Inga underarter finns listade i Catalogue of Life.